# اندیس سارا
سارا یک اندیس چندفلزی است که در حوالی شهر شهر بابک استان کرمان قرار دارد و مادهٔ معدنی موجود در آن، مس است.سنگ میزبان این اندیس دیوریت است  در این اندیس، پاراژنز‌های پیریت یافت می‌شوند.